# 813 Baumeia
813 Baumeia
813 Baumeia là một tiểu hành tinh ở vành đai chính. Nó được Max Wolf phát hiện ngày 28.11.1915 ở Heidelberg, và được đặt theo tên H. Baum, sinh viên ngành thiên văn học, bị giết chết trong thế chiến thứ nhất.